# Kaikalūr
Kaikalūr är en ort i Indien.   Den ligger i distriktet Krishna och delstaten Andhra Pradesh, i den södra delen av landet, 1 400 km söder om huvudstaden New Delhi. Kaikalūr ligger 10 meter över havet och antalet invånare är 20 763.
Terrängen runt Kaikalūr är mycket platt. Runt Kaikalūr är det tätbefolkat, med 397 invånare per kvadratkilometer. Närmaste större samhälle är Ākivīdu, 18,1 km öster om Kaikalūr. Trakten runt Kaikalūr består huvudsakligen av våtmarker.